# Pselliophora nigrithorax
Pselliophora nigrithorax är en tvåvingeart som beskrevs av Frederik Maurits van der Wulp 1904. Pselliophora nigrithorax ingår i släktet Pselliophora och familjen storharkrankar. Inga underarter finns listade i Catalogue of Life.